# León Jay Williams
León Jay Williams (Chino: 威廉 立, pinyin: Lian Li Wei, Singapur, 30 de julio de 1976) es un actor y cantante singapurés naturalizado como taiwanés. Además de hablar el chino mandarín, habla también el inglés, alemán, japonés y chino.
Es conocido principalmente como un actor de dramas para adolescentea, participó en los filmes como Green Forest, My Home y La Robe De Mariage Des Cieux. Además participó en un episodio de Smiling Pasta, su aparición en la televisión más reciente fue en 2007 cuando participó en My Lucky Star. Antes de comenzar su carrera en la televisión, fue un ganó en concursos de belleza como en el evento de Míster Internacional en Singapur.

## Discografía

### Álbumes
- Sweet Inspirations: Leon Jay Williams - 2005
- Leon has released his first album – ‘Sweet Inspirations’, compiling of English songs from the 60s and 70s. He sang one of the tracks – Can’t Smile Without You and made an MV for another track – And I Love You So.

- Green Green Forest My Home OST : Forever - 2006
- Upcoming EP with Beijing Olympic Water Cube Team Song - Love Flows (Mandarin Version) and Friends (Korea Version) duet with Han Ji Hye.Expected to be released end 2008.

## Filmografía
- La Robe De Mariee Des Cieux 《天国的嫁衣》
- Green Forest, My Home 《绿光森林》
- Fly with Me 《想飞》 (China Production)
- My Lucky Star 《放羊的星星》
- Imperfect 《十全九美》(China Production)
- Jump 《跳出去》 (Hong Kong Production) (2009)
- Gangster Rock (2010)
- The Love River《藍海1加1》(2010)
- Zhang Xiaowu's Spring 《張小五的春天》(2010)
- My Sassy Girl 2 (2010)